# Tiquilia purpusii
Tiquilia purpusii là loài thực vật có hoa trong họ Mồ hôi. Loài này được (Brandegee) A.T. Richardson miêu tả khoa học đầu tiên năm 1976.